# Nikolaï Iazykov
Nikolaï Mikhaïlovitch Iazykov (en russe : Никола́й Миха́йлович Язы́ков), né le 4 mars 1803 (16 mars dans le calendrier grégorien) à Simbirsk et mort le 26 décembre 1846 (7 janvier 1847 dans le calendrier grégorien) à Moscou, est un poète russe qui a évolué du romantisme à la slavophilie. Grâce à son camarade Alexeï Wulf, il fait la connaissance d'Alexandre Pouchkine à la propriété familiale des Wulf, Trigorskoïe, en 1826.